# Clint Dempsey
Clinton Drew "Clint" Dempsey (født 9. marts, 1983 i Nacogdoches, Texas) er en amerikansk fodboldspiller, der spiller for Seattle Sounders FC. Han spiller også for det amerikanske landshold. Dempsey har tidligere spillet i New England Revolution, og de to Premier League klubber Fulham F.C. og Tottenham Hotspur. I sommeren 2013 skiftede han til Seattle Sounders FC.

## Karriere

### Ungdomsår
Deuce startede sin fodboldfærd i Dallas, da han helt tilfældigt blev opdaget af Dallas Texans under en prøvetræning i klubben. Dempsey skulle senere blive optaget på Furman Universitet, hvor han også kom til at spille for det lokale fodboldhold med 17 mål i 61 kampe til følge.

### New England Evolution
Dempsey blev drafted som nummer otte i 2004 MLS Superdraft af New England Evolution og startede dermed sin professionelle karriere. Allerede i sin første sæson blev han kåret til MLS Rookie of the Year og New England kunne være godt tilfredse med deres nye spiller på den offensive midtbane. 
Sæsonen efter blev igen en højst succesfuld en af slagsen for den amerikanske spiller, der blev valgt til årets hold i MLS og inden da havde opnået landsholdsdebut mod Jamaica den 17. november 2004. Deuce var i sine resterende år en stor profil for både New England og USA, hvilket udmøntede i et MLS-rekordskifte til Fulham F.C. i 2007.

### Fulham F.C.
Skiftet til Fulham blev realiseret i januar 2007, da Dempsey skiftede til Premier League klubben for 4 millioner $, som på det tidspunkt var det højeste beløb nogensinde for en MLS-spiller. Deuce fik sin debut som indskifter i en kamp mod Tottenham Hotspurs den 20. januar 2007, men ellers var det sparsomt med spilletid for amerikaneren i sin første halvsæson i Europa. Amerikaneren blev dog matchvinder i en vigtig kamp mod Liverpool F.C. (1-0), som sikrede Fulham endnu en sæson i den bedste engelske række.. 
Dempseys 2007/08 sæson skulle vise sig at blive langt mere succesfuld, da han blev Fulhams ligatopscorer med 6 mål, hvilket især bundede i, at landsholdsspilleren blev brugt som angriber. 
2008/09 sæsonen startede frustrerende ud for Dempsey, der måtte se sin stamplads gå til nytilkomne Zoltan Gera. Gera imponerede dog ikke på banen og langsomt begyndte Dempsey at overtage ungarerens plads i startopstillingen. Dette udmøntede bl.a. i to mål mod London rivalerne fra Chelsea F.C. den 28. december, 2008, hvilket gjorde, at eventuelle tvivlere blandt fansene overgav sig til den hårdt-kæmpende amerikaner.
Under Fulhams færd i Europa League i sæsonen 2009/10 scorede Dempsey et pragtmål og blev matchvinder mod Juventus, da Fulham vendte et 1-3 nederlag på udebane ved at vinde 4-1 på Craven Cottage.
I 2010/11 sæsonen fik Clint Dempsey for alvor en integral rolle hos Fulham, da han blev topscorer samt Årets Spiller i klubben. Han blev samtidig den første amerikaner, som nåede op på et to-cifret antal mål og slog dermed Brian McBrides rekord på ni mål i sæsonerne 2005/06 og 2006/07 (også for Fulham).

### Seattle Sounders FC
Den 3. august 2013 flyttede Dempsey til Major League Soccer-klubben Seattle Sounders FC hvor han skrev under på en 4-årig kontrakt. Han blev ifølge flere kilder købt for omkring 9 millioner dollar. Han fik nummer 2 som rygnummer i klubben. Dempsey fik sin debut den 10. august 2013 i en 2-1 sejr over Toronto FC. 

## Eksterne Links
- Wikimedia Commons har flere filer relateret til Clint Dempsey
- Clint Dempsey på Seattle Sounders